# شونی ملش
شونی ملش (آلمانی: Sunnyi Melles؛ زادهٔ ۷ اکتبر ۱۹۵۸) بازیگر مجارستانی-سوئیسی است که در کشورهای آلمان و اتریش فعالیت می‌کند.
از فیلم‌ها یا برنامه‌های تلویزیونی که وی در آنها نقش داشته‌است می‌توان به گروه بادر ماینهوف، بودنبروک‌ها، دهه پنجاه وحشی و مثلث غم اشاره کرد.